# Betty som president
Betty som president är en tecknad kortfilm från 1932 med Betty Boop. Filmen hade premiär den 4 november 1932, fyra dagar innan presidentvalet i USA 1932.

## Handling
Framför en folkskara förkunnar Betty Boop i sång vad hon skulle göra som president. Hennes rival är "Mr. Nobody" ("Herr Ingen"), även han sjunger framför en folkskara. Folkskarorna hejar på Betty Boop och buar mot Mr. Nobody.

## Rollista
- Mae Questel – Betty Boop[2]